# Nadjeschda Botchkaroff-Hjärne
Nadjeschda Botchkaroff-Hjärne född Nadezda Tichomovna Bockarova (Nadezjda Tichomovna Botjkarova) 18 oktober 1888 i Vilnius, Litauen, död 4 juli 1974 i Oscars församling, Stockholm, var en svensk skådespelare.

## Filmografi
- 1924 – När millionerna rulla

### Fotnoter
1. ↑  ”Nadjeschda Botchkaroff-Hjärne”. Svensk Filmdatavas. http://sfi.se/sv/svensk-filmdatabas/Item/?type=PERSON&itemid=58698&ref=%2ftemplates%2fSwedishFilmSearchResult.aspx%3fid%3d1225%26epslanguage%3dsv%26searchword%3dNadjeschda+Botchkaroff-Hj%C3%A4rne%26type%3dPerson%26match%3dBegin%26page%3d1%26prom%3dFalse. Läst 21 oktober 2012.